# Wilhelm Oswald Lohse
Wilhelm Oswald Lohse (Leipzig, 13. veljače 1845. – Potsdam, 14. svibnja 1915.) bio JE njemački astronom.

## Životopis
Studirao je na Polytechnikumu u Dresdenu. Poslije se prebacio na sveučilište u Leipzigu, gdje je 1865. godine diplomirao. 
Od 1870. godine je radio kao pomoćnik Hermannu Carlu Vogelu u jednom privatnoj promatračnici na dobru Bothkampu, nedaleko od Kiela. Ovdje se bavio spektroskopijom i astrofotografijom.
Zajedno s Vogelom 1874. je godine otišao raditi u astrofizički opservatorij u Potsdamu.  U isto je vrijeme radio u berlinskoj zvjezdarnici. 
Bavio se Marsom i Jupiterom, promatrao je dvostruke zvijezde. Spektroskopski je istraživao zvijezde, uspoređujući spektralne crte kovina.
Njemu u čast se zove jedan Mjesečev krater, krater Lohse i krater na Marsu, krater Lohse.

## Vanjske poveznice
- AN 201 (1915) 47/48 (njem.)
- PASP 27 (1915) 202 (engl.)